# Capital et Idéologie
Capital et Idéologie est un essai d'économie publié par Thomas Piketty en septembre 2019. L'ouvrage fait suite au Capital au XXIe siècle .
La version anglaise, traduite par Arthur Goldhammer, est publiée en mars 2020 chez Harvard University Press sous le titre Capital and Ideology.
La sortie de l'ouvrage de Thomas Piketty est contemporaine de la sortie de l'ouvrage d'Emmanuel Saez et Gabriel Zucman, Le Triomphe de l'injustice.

## Genèse
Thomas Piketty est un économiste français, réputé pour ses travaux sur les inégalités économiques dans le monde. Il publie un essai en 2012, Le Capital au XXIe siècle, qui sera vendu à plusieurs millions d'exemplaires dans le monde.
Capital et Idéologie est une suite indépendante, pensée pour combler des lacunes de ce premier ouvrage. D'après Piketty, Le Capital au XXIe siècle est « trop occidentalo-centré » et ne se base pas assez sur l'histoire pour analyser l'évolution des idéologies inégalitaires.

## Résumé
Cette section ne s'appuie pas, ou pas assez, sur des sources secondaires ou tertiaires indépendantes du sujet. Le texte peut contenir des analyses inexactes ou inédites de sources primaires.
Pour l'améliorer, ajoutez-en, ou placez des modèles {{Source secondaire souhaitée}} ou {{Source secondaire nécessaire}} sur les passages mal sourcés. (février 2024)
Thomas Piketty défend une "société juste" qui permette à l'ensemble de ses membres d'accéder aux biens fondamentaux (éducation, santé, participation aux différentes formes de vie sociale, culturelle, politique, civique et économique) les plus étendus possibles. L'inégalité de revenus ou de patrimoine est légitime "dans la mesure où elle résulte d'aspirations différentes et de choix de vie distincts, et où elle permet d'améliorer les conditions de vie et d'accroître l'étendue des opportunités ouvertes aux plus défavorisés", mais "ceci doit être démontré et non supposé" (p. 1476). Cette vision est assez similaire à celle de John Rawls.  
Il considère que les idéologies jouent un rôle important dans l'histoire. A chaque moment clé de l'histoire, plusieurs trajectoires sont possibles, et les idéologies développées au cours des décennies précédentes influencent les choix qui seront faits. Il définit une idéologie comme "une tentative plus ou moins cohérente d'apporter des réponses à un ensemble de questions extrêmement vastes portant sur l'organisation souhaitable ou idéale de la société,. 
Le livre se compose de quatre grandes parties. Dans la première partie, l'auteur fait un panorama des régimes inégalitaires, principalement en Europe : sociétés d'ordres, avec une population répartie entre noblesse, clergé et tiers état; puis, après la révolution française, l'émergence de "sociétés de propriétaires". La deuxième partie présente les sociétés esclavagistes et coloniales, et également le système de castes en Inde. Pour chacun de ce type de société, Thomas Piketty présente également les idéologies permettant de légitimer ces inégalités.
La troisième partie est consacrée aux évolutions pendant le XXe siècle. À partir de 1914, les sociétés de propriétaires ont connu une crise profonde, avec un effondrement des inégalités entre 1914 et 1945 et le développement en Europe occidentale de sociétés sociales-démocrates. Parallèlement, la Russie, puis la Chine et l'Europe de l'Est, connaissaient des régimes communistes. Les années 1980 et suivantes voient un nouveau modèle s'imposer, baptisé hypercapitalisme ou néopropriétarisme par l'auteur.
Dans la quatrième partie, Thomas Piketty examine les dimensions du conflit politique actuel et entend proposer une alternative à l'hypercapitalisme, sous la forme d'un "socialisme participatif". En Europe et aux États-Unis, le conflit politique s'est profondément modifié au cours des précédentes décennies. Le clivage sur les questions liées à la propriété et aux inégalités sociales, est éclipsé, ou masqué, par un clivage identitaire autour de la frontière: quelles sont les limites, notamment ethno-religieuses, de la communauté politique? Devenu dominant dans les représentations, il permet à des partis politiques nativistes (rejetant les populations issues de l'immigration) de s'imposer sur la scène politique.

## Traductions
En août 2020, Thomas Piketty annonce que son ouvrage ne pourra pas sortir en Chine à la suite de désaccords avec l'éditeur chinois qui lui demandait des coupes dans le texte que l'auteur a refusé.

## Adaptations
Une adaptation en bande dessinée sort en novembre 2022 aux éditions du Seuil. Le texte est signé Claire Alet et le dessin est dû à Benjamin Adam.

## Réception de l'ouvrage
(septembre 2023).

### Critiques positives
Dans une tribune publiée par Le Monde, Branko Milanović salue Capital et Idéologie qu'il qualifie de « monumental ». Il relève le paradigme présenté par Piketty, basé sur l'économie de société, avec le fonctionnement des classes, en opposition aux nombreuses études économiques des dernières décennies ayant « une vision de la société aussi abstraite qu’erronée ». Ainsi, l'analyse de Piketty de la « gauche brahmane » et la « droite marchande » est l'illustration même de l'utilisation de ces données pour mettre en lumière la corrélation entre l'évolution des richesses et les changements politiques et sociaux au sein des démocraties. Il nuance toutefois sa critique en notant que la première partie du livre, bien que dense, se base sur des éléments simplifiés de l'Histoire et dont l'interprétation n'est pas toujours objective.
Dans Alternatives économiques, Christian Chavagneux le qualifie de « livre majeur » et de « monument ».
Dans Le Point, le journaliste économique Pierre-Antoine Delhommais offre une critique positive du livre qui « vaut vraiment la peine d’être lu : très enrichissant, si l’on ose dire, et stimulant intellectuellement, impressionnant surtout d’érudition historique, avec en plus ce sérieux scientifique qui offre la garantie de statistiques et de graphiques. ».

### Critiques négatives
Dès la sortie de l'ouvrage, le livre reçoit des critiques négatives visant les mesures proposées par Piketty en fin d'ouvrage, notamment par les partisans du libéralisme, qui critiquent la marque des convictions politiques de l'auteur, ostentatoirement affichées dans le livre.
Des tribunes sont publiées dans les journaux Les Echos et Challenges pour décrire le livre comme infiniment plus radical que Le Capital au XXIe siècle, signé notamment par Philippe Aghion, qui affirme qu'« il ne faut pas éradiquer le 1 % ! »,. 
Pour le journaliste Jean-Marc Vittori : « « Capital et idéologie » est bancal et débouche donc sur des propositions dangereuses », de plus « la démarche, plus souvent descriptive qu'explicative, fondée sur des positions de principe qui ne sont pas justifiées, manque étrangement de raisonnements économiques. ». Pour l'économiste Jean-Marc Daniel: « En intitulant son dernier ouvrage « Capital et idéologie », Thomas Piketty rejoint le constat fait en 1948 par François Perroux dans son « Que sais-je » sur le capitalisme. Perroux commence en effet son texte par la phrase : « Capitalisme est un mot de combat ». Pour François Perroux, « capital » et « capitalisme » sont utilisés principalement pour nourrir le procès de l'économie de marché. Un procès, dit Perroux, qui, pour ceux qui l'instruisent, doit nécessairement déboucher sur une condamnation à la peine capitale. Et pourtant, le capitalisme a jusqu'à présent enterré ses fossoyeurs potentiels ; et ce parce que les reproches qui lui sont faits ont été infirmés par la réalité. »; et pour s'opposer à l'impôt sur le patrimoine défendu par Piketty, Daniel emploie cette citation de Rousseau tiré du Discours sur l'économie politique: « Il est certain que le droit de propriété est le plus sacré de tous les droits des citoyens, et plus important à certains égards que la liberté même ; soit parce qu'il tient de plus près à la conservation de la vie ; soit parce que les biens étant plus faciles à usurper et plus pénibles à défendre que la personne, on doit plus respecter ce qui peut se ravir plus aisément ; soit enfin parce que la propriété est le vrai fondement de la société civile, et le vrai garant des engagements des citoyens : car si les biens ne répondaient pas des personnes, rien ne serait si facile que d'éluder ses devoirs et de se moquer des lois. ». Le philosophe Gaspard Koenig critique lui le ton biaisé et subjectif de l'auteur: « Loin de prétendre accomplir un travail de recherche objectif, Piketty assume de relire l'histoire du monde à l'aune d'une téléologie de l'égalité réelle. Rien d'autre ne compte : ni le contrat social, ni l'innovation, ni la culture, ni la paix, ni la mobilité, ni la prospérité… De manière tautologique, il condamne tous les régimes de l'ère pré-Piketty comme inégalitaires. », et s'étonne à propos de l'absence de justification pour l'obsession égalitaire de Piketty : « Puisque l'objectif ultime de l'histoire humaine est apparemment d'atteindre l'égalité, Piketty livre la recette fiscale d'une « réforme agraire permanente » afin de briser les patrimoines, de la manière la plus universelle et transparente possible : l'auteur suggère même d'utiliser les informations contenues dans les cartes de paiement individuelles, charmante prémisse d'une surveillance intégrale. Mais pourquoi l'égalité, au fait ? Hormis une brève allusion à Rawls et la vague promesse de maintenir la possibilité d'« aspirations différentes », Piketty ne prend pas la peine de justifier le fondement ultime de son système. En fermant ce livre, il ne nous reste plus qu'à retourner vivre comme nos ancêtres chasseurs-cueilleurs. ». Enfin, l'économiste Philippe Trainar, au delà de la critique des mesures proposées, est « surpris par des oublis majeurs, comme celui de Gramsci, dont l'analyse de l'intelligentsia devance celle de Piketty sur les « brahmanes de gauche ». On sera agacé par l'accumulation des raccourcis saisissants sur les débats d'idées, comme sur Dumézil, dont la thèse sur la tripartition sociale structure cependant l'ouvrage. ».
Dans le Financial Times, l'économiste Raghuram Rajan livre une critique négative de l'ouvrage. Il juge « malavisé » le programme sociétal que propose Piketty dans le livre (revenu universel fixé à 60 % du salaire moyen, impôt progressif sur le revenu, le patrimoine et les émissions de carbone, dotation de capital pour chaque jeune adulte). Selon Rajan: « L’interprétation des données par Piketty est discutable, ce qui signifie que les prescriptions qui suivent pourraient être beaucoup plus nuisibles à la prospérité. De plus, alors qu’il prétend vouloir une plus grande participation démocratique, il plaide pour de grands programmes centralisés pilotés par les élites, ce qui suggère une sourde oreille aux mouvements de protestation qui ont secoué le monde. » Pour ce faire, Rajan s'appuie sur des travaux publiés par le National Bureau of Economic Research montrant que depuis les années 1980, les riches sont davantage des self-made men que des héritiers, contrairement à ce qu'affirme Piketty pour soutenir un impôt sur le patrimoine. Rajan réfute l'argument de Piketty que des impôts fortement progressifs permettraient de retrouver les taux de croissance de Trente Glorieuses en se basant sur les travaux de Tyler Cowen et Robert Gordon. Rajan affirme également que « la focalisation de Piketty uniquement sur les questions de fiscalité et redistribution aveugle sa vision d'ensemble », par exemple sur les politiques économiques égalitaristes menées au Royaume-Uni et aux États-Unis, finalement abandonnées pour leur inefficience. Il trouve même des contradictions dans l'ouvrage quand d'une part Piketty est favorable à un rôle de l'État plus important dans l'éducation à travers une hausse des dépenses publiques mais quand d'autre part il critique le système éducatif public français favorable aux milieux aisés et facteur d'accroissement des inégalités. Enfin Rajan s'inquiète de la brutalité de certaines des idées de l'ouvrage, notamment la partie géopolitique du livre où Piketty propose la création d'un État européen supranational capable de faire usage de la force contre des pays refusant d'appliquer un système fiscal similaire tels que la Suisse.
Pour l'historien Nicolas Baverez, dans Le Figaro, les travaux de Piketty sur les inégalités sont importants car elles « jouent un rôle central dans les crises du capitalisme et de la démocratie » mais voit dans la conclusion du livre comme la dérive vers un projet totalitaire, ajoutant que « l’idéologue surplombe toujours l’économiste ». Il est en désaccord avec l'analyse de Piketty sur la montée des inégalités, existante dans les pays Asiatiques mais stable selon lui en Occident, invitant « à relativiser l’échec des modèles sociaux-démocrates », où les inégalités sont plus faibles que dans les colonies ou les dictatures. Selon Baverez, Piketty établit une association absurde entre capitalisme et droit de propriété comme seule variable des inégalités, en otant les questions de développement technologiques, d'investissement et d'emploi. Enfin, Baverez juge les propositions politiques de Piketty dangereuses voire autoritaires : « La plus grande faiblesse de Thomas Piketty concerne ses propositions pour construire un socialisme du XXIe siècle, qui oscillent entre l’utopie et la création d’un Big Brother planétaire. L’État fiscal et social mondial, déconnecté de toute forme de souveraineté démocratique, n’a heureusement aucune chance de voir le jour. ».
Le quotidien britannique de gauche The Guardian déplore le caractère abstrait et irréaliste des propositions de Piketty : « qu’advient-il du processus de création de valeur dans un monde où les riches se font confisquer leur richesse et leurs revenus sont aplanis (c’est-à-dire le problème réel qui a détruit l’expérience soviétique) ? Comment peut-on ranimer les démocraties dans lesquelles nous nous battons, si ce n’est en donnant à chaque citoyen un « bon pour la démocratie » pour égaliser les dépenses politiques des élites ? Au moment où nous arrivons à la page 1 027, et la théorisation par Piketty d'un gouvernement mondial, nous nous sentons vraiment perdus au milieu d'idées conceptuelles et complexes proches de l'absurde. ».
Edward Hadas, dans un article pour l'agence Reuters, trouve le livre « décousu, répétitif, confus et étroit d'esprit ». Pour Hadas, Piketty « prend beaucoup de temps pour développer des arguments assez évidents ». Il regrette l'emploie d'un ton « excessif » voire « hystérique » et pense que l'économiste français fait fausse route lorsqu'il fait abstraction de la production de masse, la mondialisation, l'ascension et la chute du communisme et le développement de l'Etat providence dans son analyse historique du XXe siècle qu'il ne regarde qu'à travers le prisme des inégalités économiques: « L'attention portée aux inégalités est tellement extrême qu'on a parfois le sentiment que les 60 millions de morts de la Seconde Guerre mondiale sont des martyrs de la cause pour une plus grande égalité des revenus après impôt. ». Hadas constate que Piketty « reconnaît à peine que la croissance économique dans les pays en développement a grandement contribué à la réduction des inégalités entre pays » et rappelle qu'en dehors des États-Unis, l'accroissement des inégalités de revenus et de patrimoines au sein des pays développés est peu évidente. Hadas conclut en s'opposant frontalement à la thèse principale de l'ouvrage : « Piketty croit que ses digressions sont unifiées par un seul grand thème, qu’il décrit comme « l’importance des facteurs politico-idéologiques dans l’évolution des régimes d’inégalité ». Cette affirmation n'est pas convaincante. [et] en tant que philosophe de l’histoire, Piketty éprouve des difficultés à sortir de la banalité. ».
Le livre a été critiqué par l'universitaire Nicolas Brisset, qui reproche à Piketty de centrer son analyse sur la notion de propriété, aux dépens de celle de capital au sens du rapport social sous-jacent à la production des inégalités économiques et sociales. Selon son analyse, Piketty resterait coincé dans une approche individualiste des inégalités, sans considération vis-à-vis des mécanismes collectifs produisant celles-ci. Il considère également que Piketty analyse de manière trop insuffisante les systèmes idéologiques successifs. La critique de Brisset est élargie aux propositions politiques de Piketty dans un article avec l'universitaire Benoit Walraevens Du capital à la propriété : histoire et justice dans le travail de Thomas Piketty. Ils considèrent qu'il manque « une réflexion relative à la fabrique des idéologies dominantes en tant qu’idéologies des groupes ayant intérêt au maintien des différents régimes de propriété. » Thomas Piketty a répondu à cette critique dans la Revue de philosophie économique